# Reprezentacja Malty w piłce wodnej mężczyzn
Reprezentacja Malty w piłce wodnej mężczyzn – zespół, biorący udział w imieniu Malty w meczach i sportowych imprezach międzynarodowych w piłce wodnej, powoływany przez selekcjonera, w którym mogą występować wyłącznie zawodnicy posiadający obywatelstwo maltańskie. Za jej funkcjonowanie odpowiedzialny jest Maltański Związek Pływacki (ASAM), który jest członkiem Międzynarodowej Federacji Pływackiej.

## Historia
W 1928 reprezentacja Malty rozegrała swój pierwszy oficjalny mecz w igrzyskach olimpijskich.

## Udział w turniejach międzynarodowych

### Igrzyska olimpijskie
Reprezentacja Malty 2 razy występowała na Igrzyskach Olimpijskich. Najwyższe osiągnięcie 7. miejsce w 1928 roku.

### Mistrzostwa świata
Dotychczas reprezentacji Malty żadnego razu nie udało się awansować do finałów MŚ.

### Puchar świata
Malta żadnego razu nie uczestniczyła w finałach Pucharu świata.

### Mistrzostwa Europy
Maltańskiej drużynie 4 razy udało się zakwalifikować do finałów ME. W 2016 osiągnęła najwyższe 15. miejsce.